# Бела рука
Бела рука је била тајна официрска организација у Краљевини Србији, настала као супарничка група раније основаног удружења официра Црна рука. Њен вођа био је Петар Живковић (потоњи председник југословенске Владе током Шестојануарског режима (1929 — 1931.)). Међу најистакнутијим оснивачима су Јосиф Костић, Павле Јуришић-Штурм, Петар Мишић, Милан Дуњић и Мирко Милосављевић. Сматра се да је овај неформални круг официра основан 1912. године. Белорукци су радили у врло блиској вези са престолонаследником и касније краљем Александром Карађорђевићем - са којима су имали заједничку нетрпељивост према члановима Црне руке.

## Позадина
Женидбом краља Александра Обреновића са Драгом, удовицом инжињера  Светозара Машина, значајно је срозан углед династије и монарха. Није помогло ни то што се руски цар Николај II Романов, прихватио кумства српском краљевском пару. Против женидбе су устали чланови Министарског савета предвођени председником Владаном Ђорђевићем, представници Светог архијерејског синода Српске православне цркве, официрски кор, све до краљевих родитеља краља Милана Обреновића и Наталије Обреновић, који су одвојено упутили Александру писма неслагања. Упркос свему, краљ Александар Обреновић је био неумољив у својој намери.
Након женидбе, уследило је оно на шта су краља упозоравали њему одани људи. Наиме, краљица Драга није могла подарити потомство, што је недвосмислено установљено после раскринкавања њене објављене лажне трудноће. Ипак, краљ није томе придавао значаја.
Још један велики проблем који је изазвао гнев према краљу, била је његова спољна политика. У покушају да Краљевину Србију одвоји од Аустроугарске, за коју је била везана Тајном конвенцијом из 1881. године, краљ Александар Обреновић је молио за пријем код свог венчаног кума и руског цара Николаја II. Међутим, премда је посета прихваћена, она је упорно и унедоглед одлагана. Тада је Александар Обреновић покушао да се поново приволи у окриље бечког двора, али је тамо прозрета његова неспретна спољна политика, те је и ту примљен хладно.
Све ово је утицало на стварање завере против краља Александра и краљице Драге. Мада су првобитни предлози били да се монарх насилно и исценирано одвоји од супруге, која би била депортована, превагнуло је мишљење о убиству, како би се избегла свака могућност њиховог повратка.
Групу учесника завере, историчари су поделили у три категорије:
- старији завереници: они официри који су били планери преврата, међу њима пуковник Александар Машин и потпуковник (потоњи генерал) Петар Мишић
- млађи завереници: официри и подофицири који су директни извршиоци убиства краља и краљице - ту спадају капетан (потоњи пуковник) Драгутин Димитријевић Апис, потпоручник (потоњи мајор) Војислав Танкосић-Шиља, гардијски поручник (потоњи армијски генерал) Петар Живковић, поручник (потоњи пуковник) Антоније Антић (сестрић Ђорђа Генчића), поручник Љуба Костић и други.
- политичари: људи који су имали за циљ да у дипломатским круговима испитају какве ће бити реакције великих сила Аустроугарске и Царске Русије), у случају насилне промене режима и довођења новог монарха; овде се у првом реду мисли на Ђорђа Генчића

Неколико неуспелих покушаја реализације атентата, нису обесхрабрили заверенике. Коначна одлука да се упали у двор који се тада налазио између данашњег здања Старог и Новог двора (тзв. Симићева кућа), два сата после поноћи, остварена је у ноћи између 28. и 29. маја 1903. године. Дворску капију им је отворио гардијски поручник Петар Живковић, који је такође био припадник заверене групе, а те ноћи се налазио на стражи.
После преврата, на престо је позван кнез Петар Карађорђевић, који је тада боравио у Женеви. Услов за прихватање трона је изразио завереничкој делегацији, да мора бити једногласно изабран од стране Народне скупштине, што је прихваћено и касније учињено те је он постао нови краљ.
Међународна реакција на преврат је била оштра. Готово да није било европске земље која није осудила убиство краљевског пара. Уједињено Краљевство и Холандија су повукле своје посланике из Београда, све док не буде решено завереничко питање.

### Завереничко питање
Велике силе су биле упорне да се такозвано завереничко питање реши. После сјајне дипломатске игре министра спољних послова и председника владе Милована Миловановића Балачка, сазнало се да ће европски дворови бити задовољни само уколико се старији завереници пензионишу, што је и учињено указом краља Петра I Карађорђевића.
Овиме је дошло до пробоја млађих завереника у први план.

## Црна и Бела рука
Незадовољна стањем у земљи, група млађих официра завереника из 1903. године, решила је да узме учешћа у политичком животу. Први покушај био је током анексионе кризе, када је Аустроугарска 1908. године, против одлуке Берлинског конгреса из 1878. године, извршила припајање Босне и Херцеговине. Иако нису успели да организују било шта, а и пошто је тада настало удружење Народна одбрана, које су предводили угледни интелектуалци попут Бранислава Нушића, Јована Дучића и Надежде Петровић, незадовољство је и даље постојало због изостанка реакције са државног врха.
За актуелно стање, млади официри су кривили Народну радикалну странку, њеног председника Николу Пашића, па чак и самог краља Петра I. Они су коначно успели да оснују организацију названу Уједињење или смрт, која је у јавности називана и Црна рука. То се десило 1911. године.
Међутим, нису сви од млађих официра приступили овој организацији. Само годину дана након њеног оснивања, створена је и друга организација младих официра названа Бела рука. Она је имала за циљ да умањи утицај првобитне организације, тиме што ће окренути и користити престолонаследника Александра Карађорђевића против њих. Успели су убедити наследника престола у то. Краљ Александар је окупио око себе групу официра супротстављених Црној руци као што су пуковници Петар Живковић, Петар Мишић и Јосиф Костић. Бела рука је подржавала престолонаследника Александра у борби за власт и против радикалске владе Николе Пашића.

## Крај Беле руке
Нестанком Црне руке у Солунском процесу, Бела рука непоколебљиво преузима контролу над младим и амбициозним принцем Александром. Живковић постаје командант Краљеве гарде 1921, и почиње са невероватном моћи. Краљ Александар  1929. године, заједно са официрима Беле руке, оркестрира преврат у покушају да контролише раст националних тензија у земљи (нарочито у Хрватској) и нестабилност Скупштине. Живковић, сада генерал, био је именован за премијера. Аутократија је умањена 1931, када је краљ поново успоставио нека уставна права која након реформи нису успела у потпуности своју намену, а Живковић изгубио је позицију 1932.
Победом комунистичких снага Јосипа Броза Тита у каснијем грађанском рату у Југославији, чланови Беле руке или су били погубљени од новог режима као квислинзи или су емигрирали код Савезника.